# Ауксометр

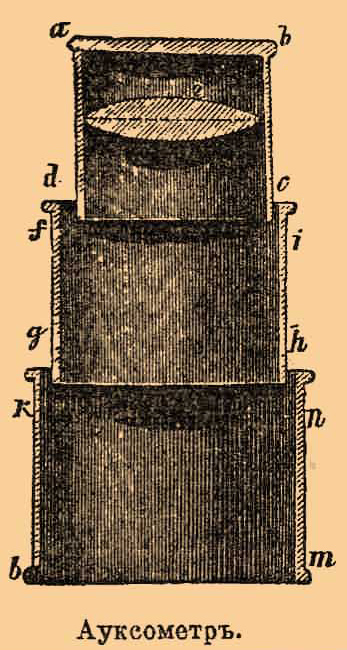
Ауксометр

Ауксометр — астрономический инструмент, служащий для определения увеличения телескопов, изобретённый английским оптиком Адамсом в городе Лондоне в 1783 году.
Изображённый на рисунке ауксометр состоит из трёх медных трубок, которые, будучи вдвинуты одна в другую, имеют в длину 3,5 сантиметра и 2,4 сантиметра в диаметре.
Первая трубка abcd свободно скользит в последующей и имеет в некотором расстоянии от окуляра двояковыпуклую чечевицу е; вторая трубка fghi, скользящая в свою очередь в третьей, снабжена на оконечности прозрачной роговой пластинкой, на которой нанесены деления в 1/30 мм расстояния друг от друга; наконец, третья трубка, открытая с обоих концов, klmn, служит для того, чтобы роговая пластинка gh могла быть помещена так, что изображение наблюдаемого тела ясно воспринимается за объективом астрономической трубы. При употреблении А-а направляют исследуемую трубу на какой-либо предмет, отчётливо через неё видимый; затем выдвигают трубку abcd настолько, что через чечевицу е ясно видны деления пластинки gh; поместив далее ауксометр на трубу, приноравливают постепенным выдвиганием трубку klmn так, что изображение предмета отпечатлевается на пластинке gh, рассматривая его через чечевицу е. На пластинке gh отсчитывается число делений, охватываемых диаметром изображения; циркулем или микрометром измеряют диаметр отверстия объектива в сотых долях дюйма и делят последнее число на количество сотых долей, охватываемых на пластинке изображением объектива в диаметре; полученное частное дает размер увеличения данной трубы. В основании А-а лежит тот принцип, что линейное увеличение астрономической трубы равно частному от деления величины фокусного расстояния объектива на величину фокусного расстояния окуляра. Последнее же частное, или отношение двух фокусных расстояний, пропорционально отношению диаметра отверстия объектива к диаметру изображения, воспринимаемого в отверстии окуляра от отверстия объектива, что прямо прилагается в ауксометр. 
Кроме прибора Адамса, для той же цели служит другой инструмент, изобретённый лондонским механиком Рамсденом, названный им оптическим динамометром. В конце XIX - начале XX века прибор Рамсдена принадлежал к числу самых точных астрономических измерительных приборов, и, несмотря на единство принципа с ауксиометром Адамса, последний был вскоре вытеснен из оптической практики.